# Galaxia Floarea-Soarelui
Galaxia Floarea-Soarelui sau Messier 63 (prescurtat M63) sau NGC 5055 este un obiect ceresc care face parte din Catalogul Messier, întocmit de astronomul francez Charles Messier. Este situată în constelația Câinii de Vânătoare.

## Descoperire
Galaxia a fost descoperită de astronomul Pierre Méchain, în 1779, iar în același an, prietenul lui, Charles Messier, a trecut-o în catalogul său.
La mijlocul secolului al XIX-lea, Lord Rosse a identificat structuri spiralate în galaxie, galaxia M63 devenind una dintre primele galaxii în care a fost identificată o astfel de structură.

## Caracteristici
Galaxie spirală de tip Sb sau Sc, aflată în constelația Canes Venatici, ea formeză un grup împreună cu M51 (Galaxia Volburei) și alte galaxii. Ea se situează la 8 Mparseci de Terra. 

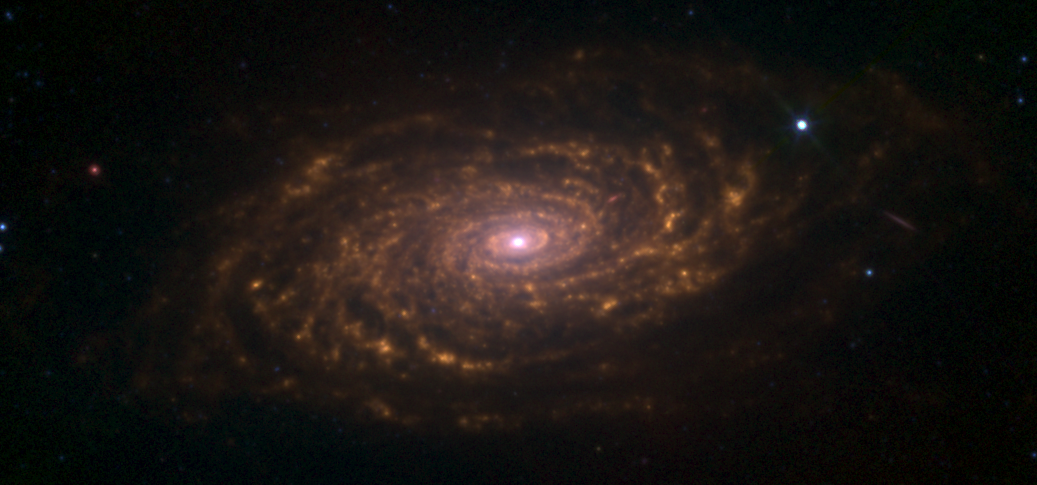
M63 văzută în infraroşu cu telescopul Spitzer

Denumirea de Floarea-Soarelui se datorează numărului mare de segmente de spirale care înconjoară nucleul, bine înfășurate în jurul lui și pătrunse de un număr mare de nori de praf interstelar. Masa galaxiei ar totaliza între 80 și 140 de miliarde de mase solare, cu un diametru de 90.000 de ani-lumină, fiind similară cu galaxia noastră, Calea Lactee. Distanța de Terra este estimată că este de aproximativ 37 de milioane de ani-lumină.
În 1971, o supernovă de tip Ia, de magnitudine 11,8, a apărut într-un braț al galaxiei M63.